# Arthur Zincke
Arthur Gustav Zincke (* 21. Oktober 1861 in Kreischa; † 17. September 1914 im Reserve-Lazarett 4 in Aachen) war ein sächsischer Generalmajor.

## Leben
Arthur Zincke trat 1879 in das 2. Feld-Artillerie-Regiment Nr. 28 der sächsischen Armee ein, wobei er am 20. Januar 1880 zum Fähnrich ernannt wurde. Er avancierte am 12. Oktober desselben Jahres zum Leutnant bei der 8. Batterie im Regiment. Nach mehrjähriger Verwendung wurde er 1884 in die 5. Batterie, 1887 in die 7. Batterie und 1888 in die 6. Batterie des Regiments versetzt. 1889 wurde er unter Beförderung zum Oberleutnant am 20. März 1889 zur preußischen Kriegsakademie in Berlin abkommandiert. Dabei wurde er noch in die 4. Batterie des neuerrichteten 3. Feld-Artillerie-Regiment Nr. 32 versetzt. Nach Rückkehr wurde er unter Beförderung zum Hauptmann am 20. Oktober 1892 zum Batteriechef der 6. Batterie im Regiment ernannt. Hauptmann Zincke wurde 1894 in das sächsische Kriegsministerium berufen, wo er in der Militär-Ökonomie-Abteilung unter Oberstleutnant Richard Sachse wirkte. 1898 wurde er als Batteriechef der 6. Batterie in das 1. Feld-Artillerie-Regiment Nr. 12 versetzt. 1900 wurde er als etatsmäßiger Stabsoffizier dem 3. Feld-Artillerie-Regiment Nr. 32 zugeteilt. Schon am 20. September 1901 wurde er zum Major ohne Patent ernannt und zum Abteilungskommandeur der 2. Abteilung des 8. Feld-Artillerie-Regiments Nr. 78 ernannt. Das Patent wurde ihm am 26. März 1903 verliehen. Unter Beförderung zum Oberstleutnant am 21. September 1907 wurde er Regimentskommandeur des 2. Feld-Artillerie-Regiments Nr. 28. Am 23. September 1911 wurde er in dieser Eigenschaft zum Oberst befördert und schon 1912 mit der Führung der 1. Feld-Artillerie-Brigade Nr. 23 in Dresden beauftragt. Schon im folgenden Jahr wurde er als Brigadekommandeur bestätigt.
Er wurde nach Ausbruch des Ersten Weltkrieges schon im September 1914 verwundet und starb als Generalmajor in einem Reserve-Lazarett in Aachen. Er wurde unter feierlicher Beisetzung in Briesnitz begraben, der sächsische König Friedrich August III. ließ durch Generalleutnant Ludwig von Müller einen Kranz anbringen.